# Die Rasenbleiche
Die Rasenbleiche ist der Titel eines Gemäldes des deutschen Malers Max Liebermann aus dem Jahr 1882/83. Es zeigt einen niederländischen Bauerngarten im nordholländischen Zweeloo in der Provinz Drenthe, in dem mehrere Wäscherinnen große weiße Leinentücher zum Trocknen und Bleichen auslegen. Das Bild befindet sich in der Sammlung des Kölner Wallraf-Richartz-Museum und bekam dort die Inventarnummer 2939.

## Bildbeschreibung
Das querformatige Landschaftsbild zeigt einen mit mehreren Apfelbäumen bestandenen Bauerngarten, in dem einige Wäscherinnen Laken zum Bleichen in der Sonne auf dem Rasen auslegen. Das Bildzentrum und die untere Bildhälfte werden durch den von der Sonne beschienenen grünen Rasen eingenommen, auf dem im unteren Bereich bereits etliche weiße Leinentücher ausgelegt sind. Im Vordergrund befindet sich ein hölzerner Waschzuber, aus dem ein noch nicht ausgelegtes Laken hängt.

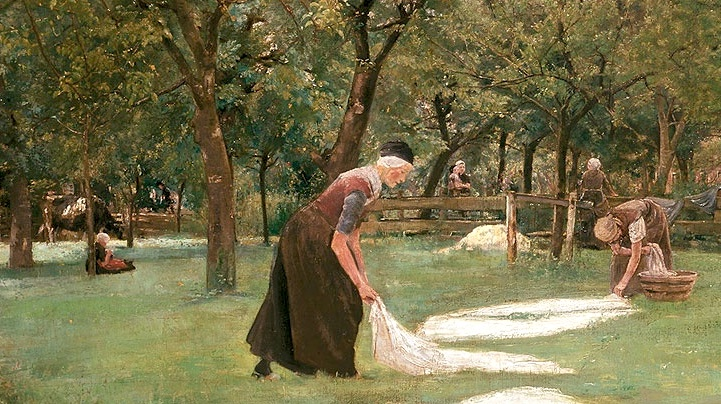
Die Rasenbleiche, Detail

In der Bildmitte legen zwei Mägde jeweils ein weiteres Laken aus. Sie tragen Arbeitskleidung, bestehend aus einem weiten braunen Rock, einem Oberteil und einem Kopftuch. Im Hintergrund befinden sich als weitere Personen zwei Bäuerinnen, eine mit einem Kind auf dem Arm, die sich über einen Gartenzaun unterhalten sowie ein spielendes Mädchen und eine Kuh zwischen den Apfelbäumen. Die obere Bildhälfte und damit der Hintergrund ist durch das dunkelgrüne Laub und die Stämme weiterer Bäume geprägt, die bis zum Horizont reichen. Auf der für den Betrachter rechten Bildhälfte befindet sich hinter zwei Bäumen ein hellbraun gehaltenes Bauernhaus mit dunkler Eingangstür und mehreren Fenstern. Vor dem Haus laufen mehrere Hühner frei auf dem Rasen. Das Bild ist unten rechts mit „M Liebermann 82“ signiert und datiert.

## Hintergrund und Einordnung

### Entstehung und zeitliche Einordnung
Max Liebermann reiste seit Anfang der 1880er Jahre bis zum Beginn des Ersten Weltkriegs regelmäßig für Studien und zur Erholung in die Niederlande, wobei er die Schönheit des Landes, die Menschen, sozialen Einrichtungen und auch die „große malerische Vergangenheit“ des Landes schätzte. Durch seine Studienzeit in Paris war Liebermann vor allem beeinflusst durch den Maler Jean-François Millet, der ihn durch die „groß dargestellten und groß aufgefassten Menschen in der Landschaft“ beeindruckte. Nachdem er 1874 einige Zeit in der Künstlerkolonie Barbizon lebte, mit Millet aufgrund von dessen Abneigung gegen Deutsche jedoch nicht zusammentraf, malte er nach dessen Vorbild 1874 sein Bild Kartoffelernte in Barbizon.

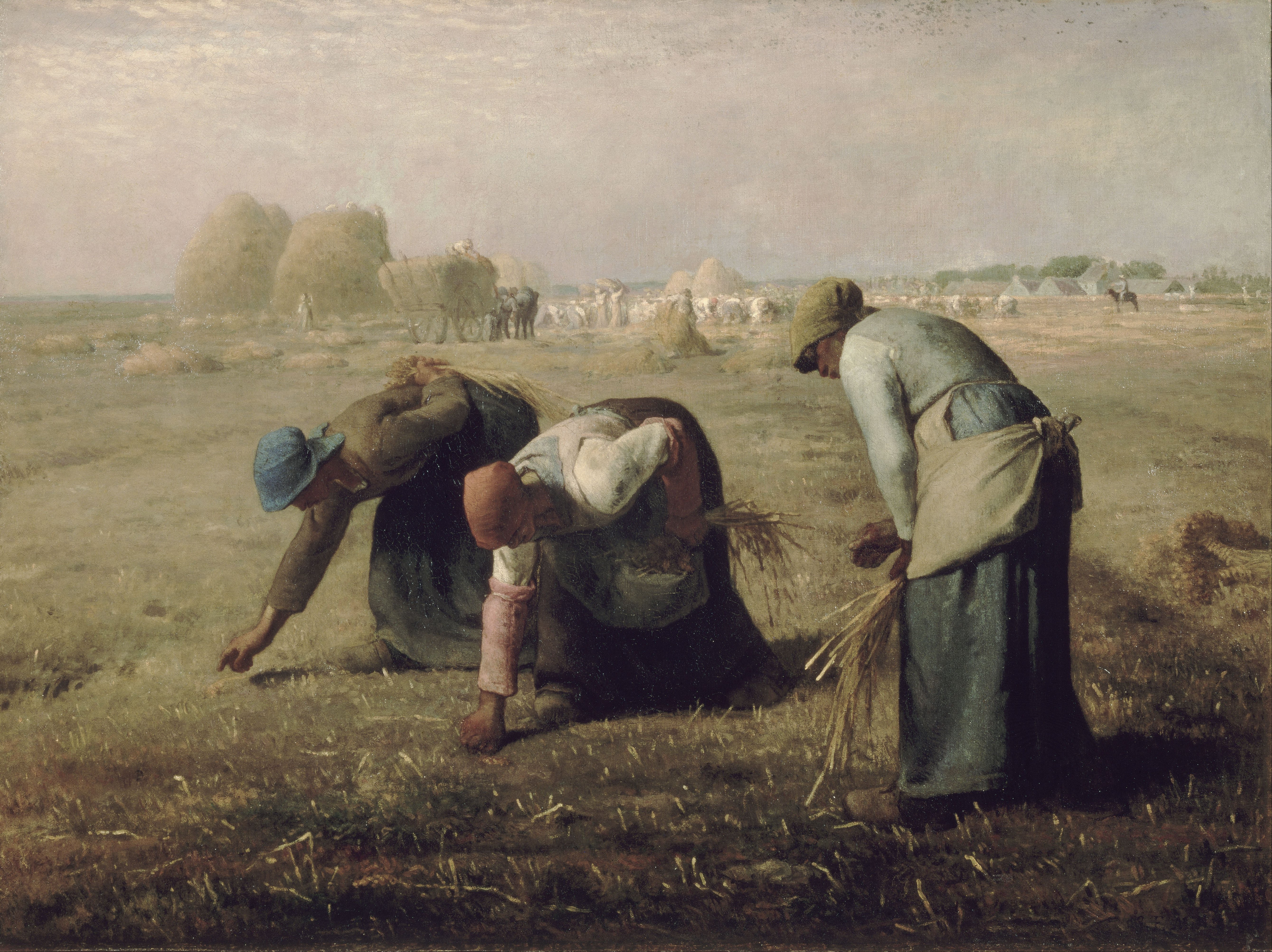
Jean-François Millet: Die Ährenleserinnen, 1857
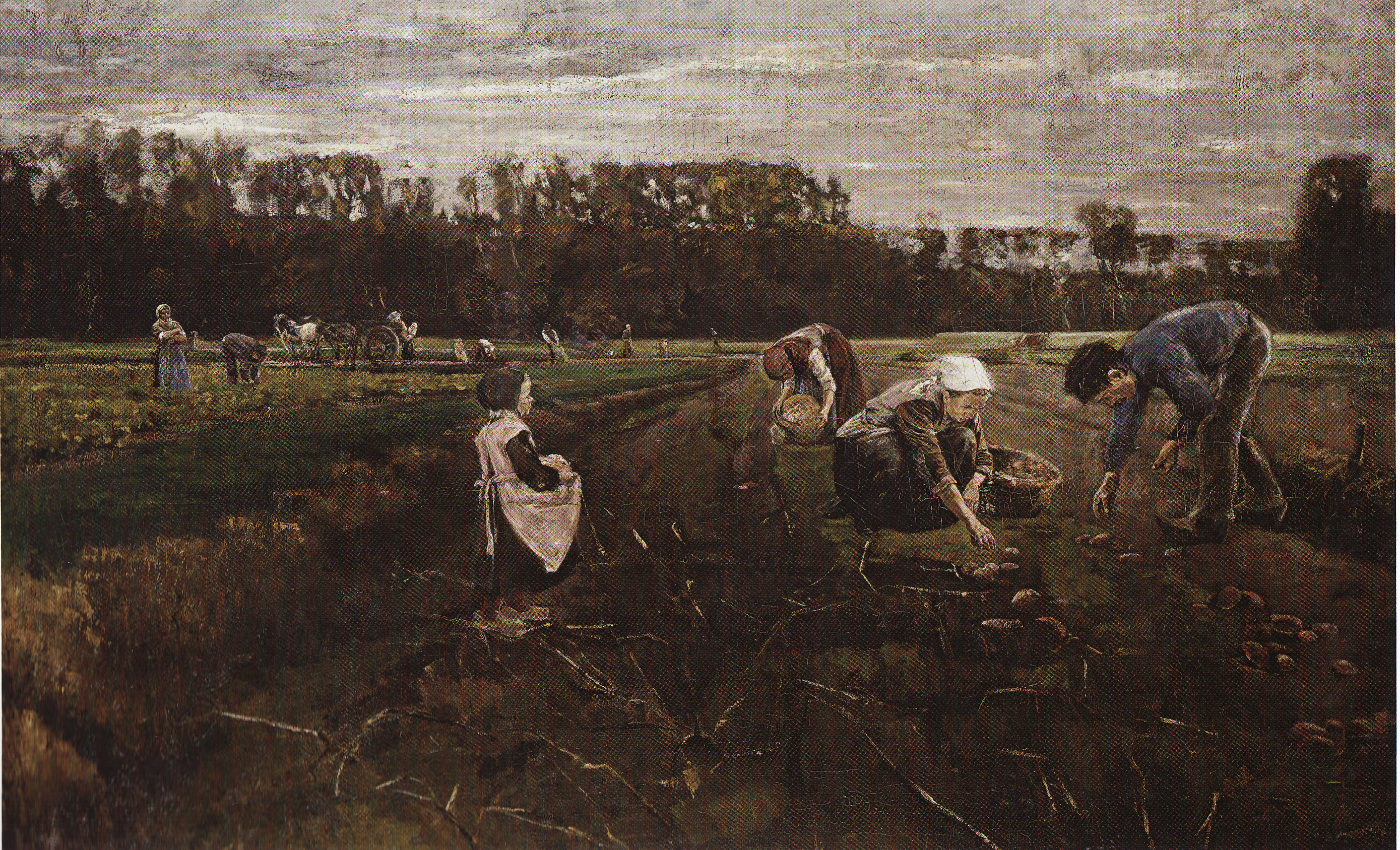
Kartoffelernte in Barbizon, 1874

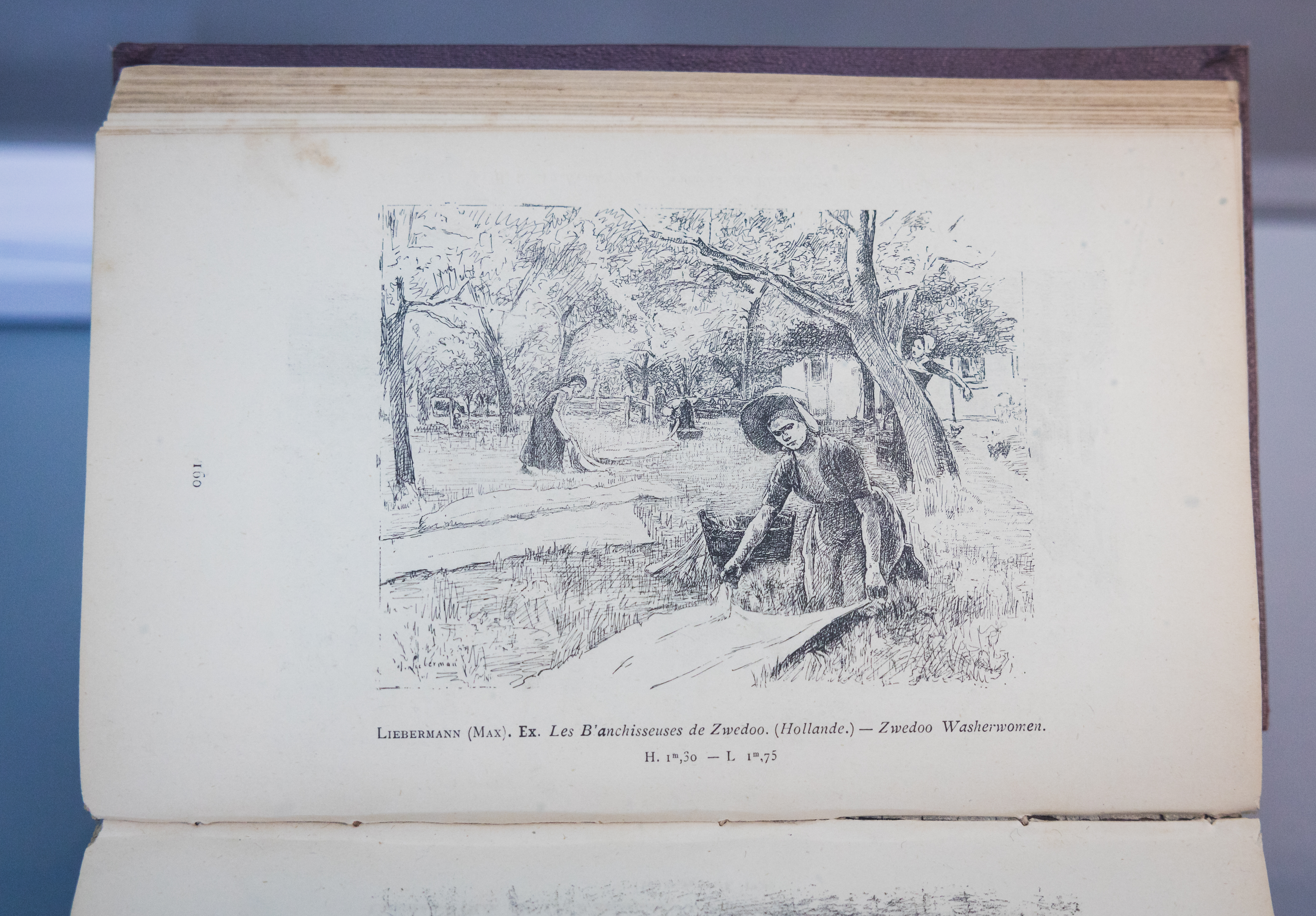
Die Rasenbleiche, Reproduktion der Ursprungsversion aus dem Ausstellungskatalog des Salon de Paris 1883

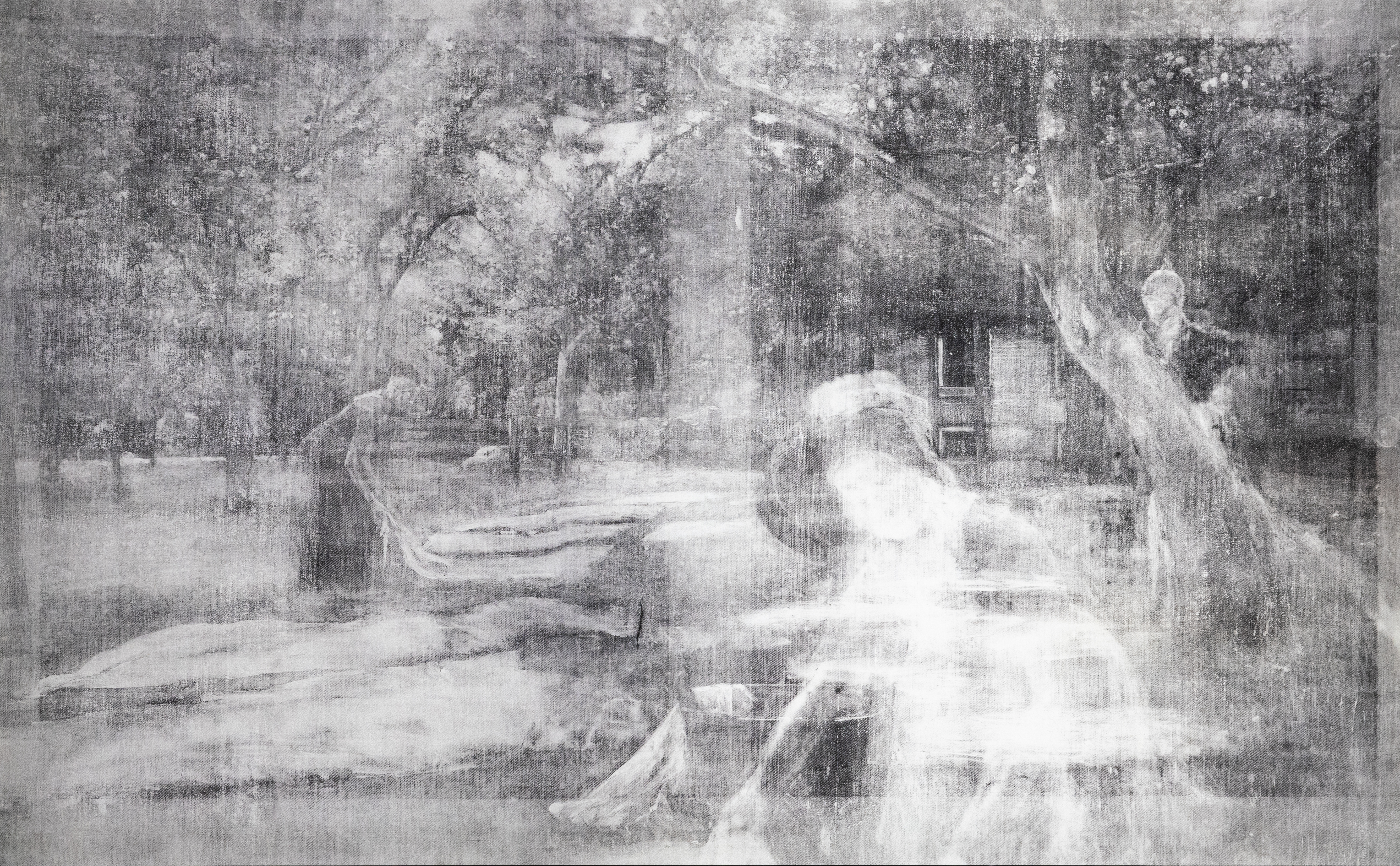
Ein Röntgenbild des Gemäldes macht die ursprüngliche Fassung sichtbar.

Im Dezember 1878 zog Liebermann nach München, das zu dieser Zeit als unbestrittene Kunsthauptstadt Deutschlands galt, und malte dort mit Der zwölfjährige Jesus im Tempel,  (1879), Die Gemüseputzerinnen (1880) und Freistunde im Amsterdamer Waisenhaus (1882) einige seiner bekanntesten Werke. 1881 erhielt er im Salon de Paris als erster Deutscher eine Auszeichnung für sein Altmännerhaus in Amsterdam, im gleichen Jahr lernte er den Maler Jozef Israëls in Amsterdam kennen, der ihn mit weiteren Mitgliedern der ‚Haager Schule‘ bekannt machte. 1882 blieb er mehrere Wochen in den Niederlanden und malte das Bild der Rasenbleiche bei der Herberge von Jan und Lammechien Mensel in dem Dorf Zweeloo in der Provinz Drenthe als für ihn typisches Arbeiterbild: Eine Frau hockte vor dem Waschzuber im Vordergrund und bereitete den anderen Mägden die Tücher zum Auslegen vor, eine weitere transportierte einen schweren Holzeimer zum Wäscheplatz und zwei weitere legen Tücher zum Bleichen in die Sonne. Er malte den Obstgarten nach der Natur, die arbeitenden Frauen fügte er später im Atelier hinzu. Dabei zeichnete er zuerst eine kleine Ölskizze und testete den Bildausschnitt und die Farbgebung des Bildes, auf einer weiteren probierte er die Positionierung der Figuren durch ein sogenanntes Abklatschverfahren, wobei er mit Kohle die Kontur der Wäscherin im Vordergrund malte und diese wiederholt aufs Papier abdruckte.
Nachdem er das Bild im Salon de Paris ausgestellt hatte, erntete er für die in der Ursprungsversion den Vordergrund dominierende Wäscherin deutliche Kritik. Diese ziehe „alle Aufmerksamkeit auf sich“ und verstelle „den Blick auf die frische und angenehme Landschaft“. Er übermalte diese entsprechend im Folgejahr durch ein weiteres Wäschestück, weitere Rasenfläche und einen zusätzlichen Baum und kürzte das Bild am unteren Rand um etwa 20 Zentimeter. Diese Änderungen führten dazu, dass der Fokus nicht mehr auf der Magd im Vordergrund lag, sondern in die durch das breitere Format noch stärker betonte Tiefe der Landschaft geht.

### Inhaltliche Einordnung

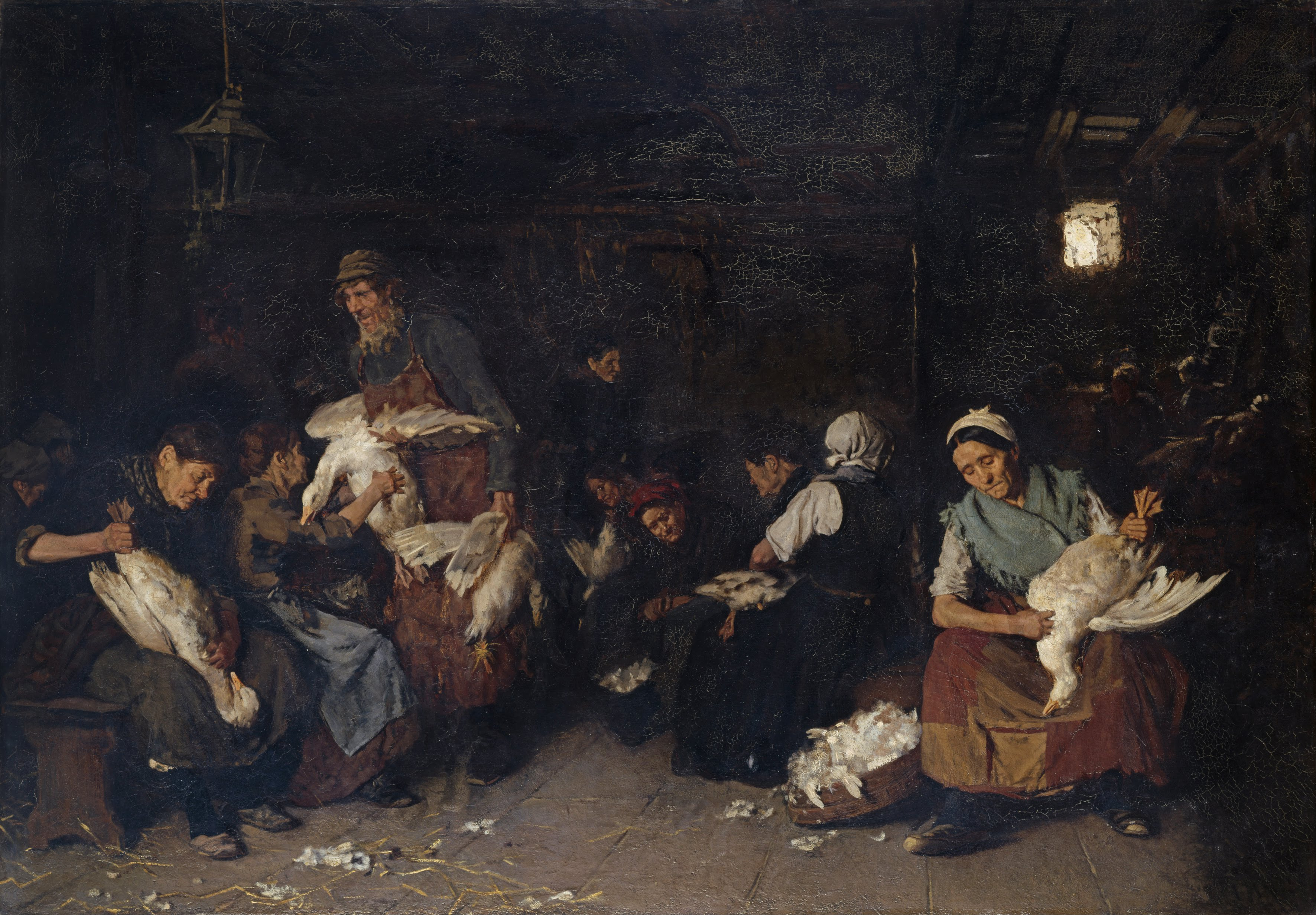
Die Gänserupferinnen, 1872

Max Liebermann malte während seiner frühen Werkphase vor allem Bilder, die Menschen bei der Arbeit darstellen. Mit seinem ersten großen Ölgemälde Die Gänserupferinnen hatte er 1872 seinen ersten großen Erfolg. Die Wahl des gegen die vorherrschende Ästhetik verstoßenden Sujets löste allerdings auch Kontroversen aus und brachte ihm vor allem in Deutschland scharfe Kritik und den Ruf eines „Apostels der Hässlichkeit“ ein. Auch bei der Rasenbleiche standen zumindest in der Urversion die ihre Arbeit verrichtenden Frauen im Mittelpunkt der Darstellung, im Gegensatz zu anderen Bildern dieser Schaffensphase trat diese Arbeitsdarstellung allerdings nach der Überarbeitung gegenüber der Landschaft zurück.
Wie bei der Kartoffelernte in Barbizon geht aus der neuen Version die Verbindung der Menschen und der Natur hervor. Angelika Wesenberg schrieb hierzu: „Auch die Frauen des Bildes sind weniger als Individuen aufgefasst, als dass sie die Würde der Arbeit und des Alltäglichen personifizieren. Im Vergleich zu den Kartoffeln Erntenden ist ihre Körpersprache aber harmonischer, sie sind weniger angestrengt, so wie auch die Landschaft, eine Wiese innerhalb eines Dorfes, heimeliger scheint als der unwirtliche Acker.“ Sie setzt Die Rasenbleiche auch in Beziehung mit den ebenfalls in den Niederlanden entstandenen Innenhofdarstellungen Liebermanns, die vor allem die abgegrenzten ‚Hofjes‘ von Alten- und Waisenstiften zeigen. Wie die Höfe ist auch der Garten in der Rasenbleiche durch Gebäude abgegrenzt und zusätzlich von einem Blätterdach beschirmt. Als Gartenmotiv griff Liebermann dies auch in seinen späten Gartenbildern am Wannsee wieder auf.
Liebermann hatte sich bei der Rasenbleiche vom Impressionismus gelöst und arbeitete wieder naturalistisch. Das Thema der Bleiche tauchte im Werk Liebermanns noch mehrfach auf, unter anderem beim Gehöft an der Dorfstraße – Die Bleiche (1884) und Wäschetrocknen – Die Bleiche (1890).

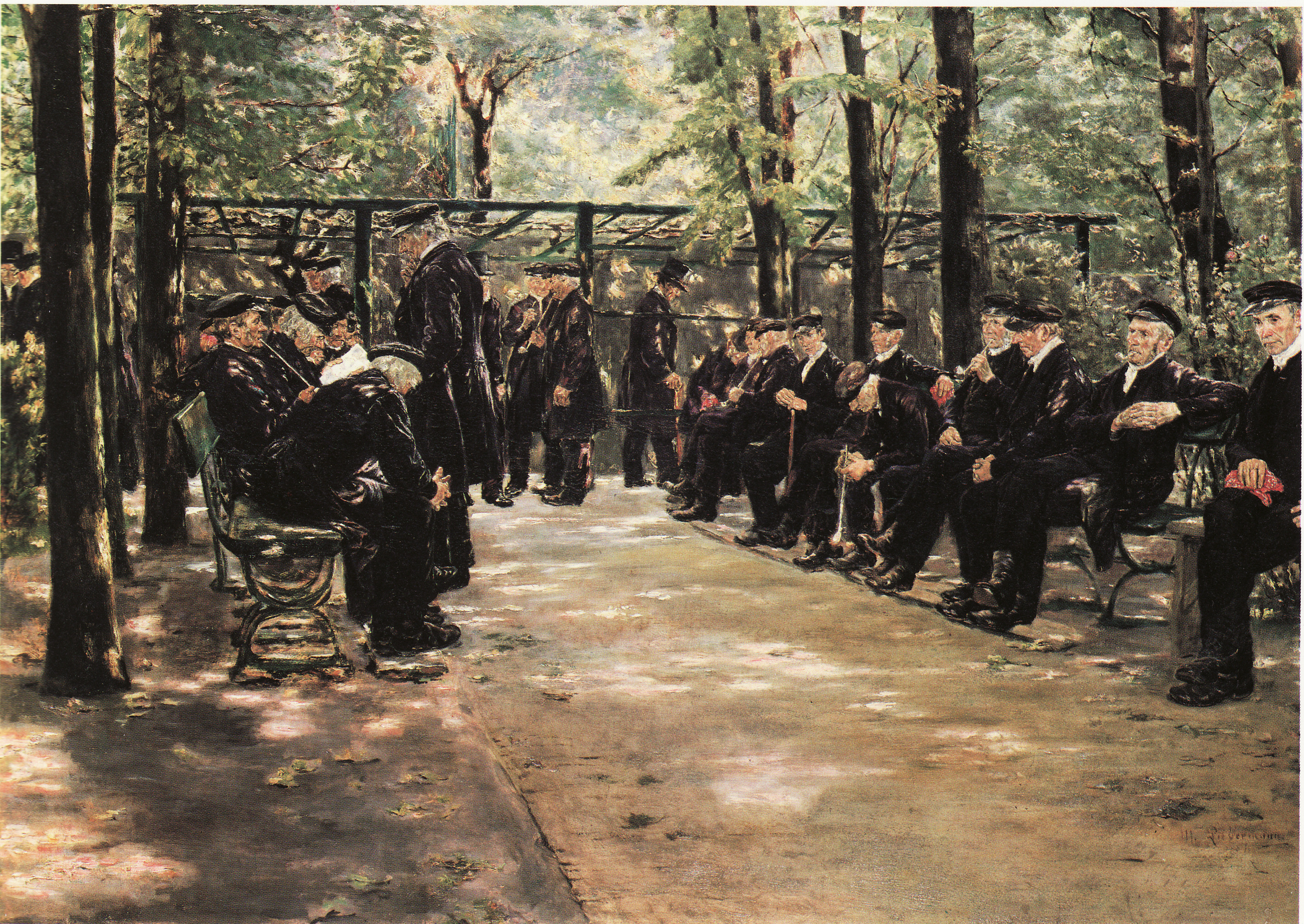
Altmännerhaus in Amsterdam, 1880
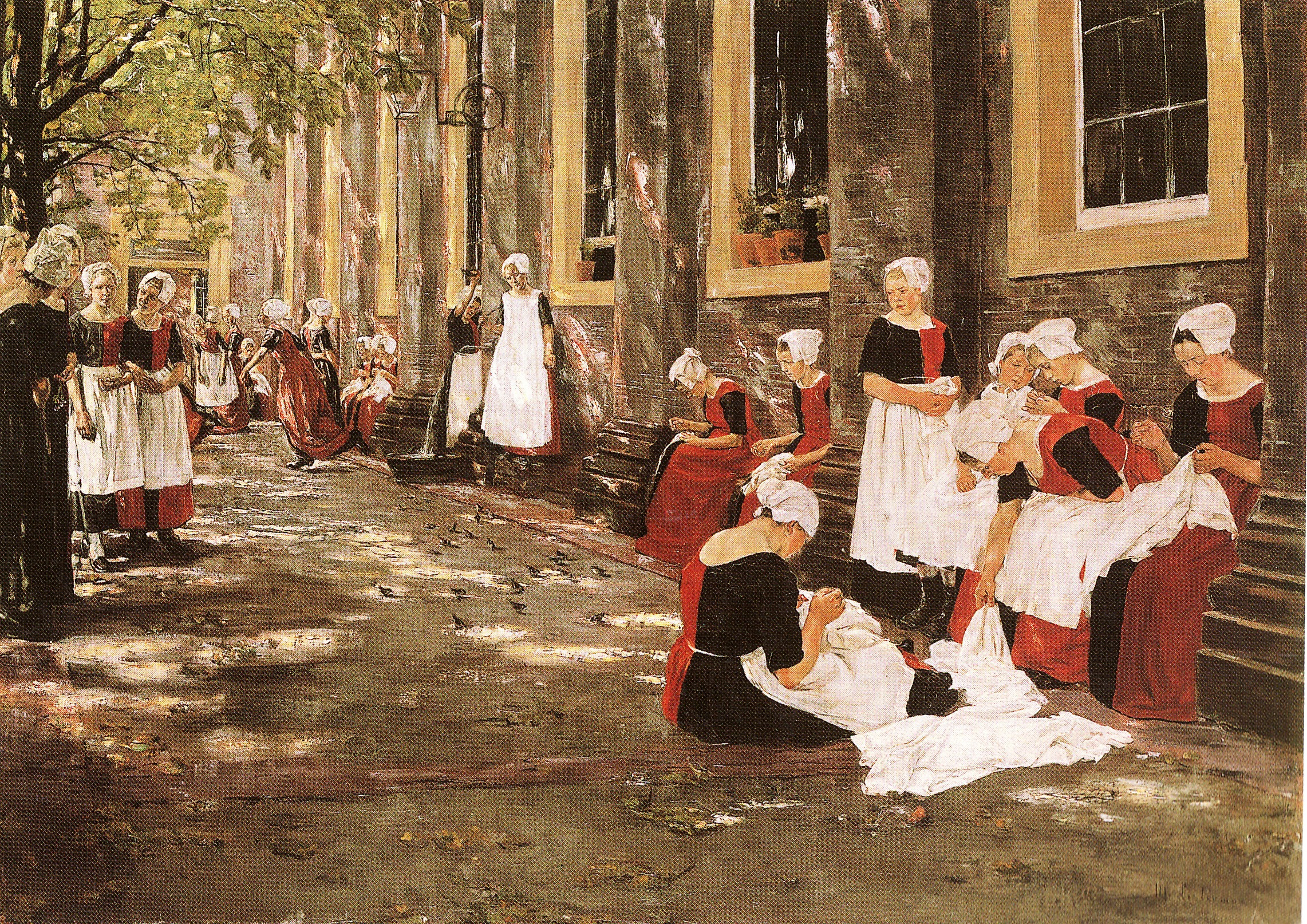
Freistunde im Amsterdamer Waisenhaus, 1882
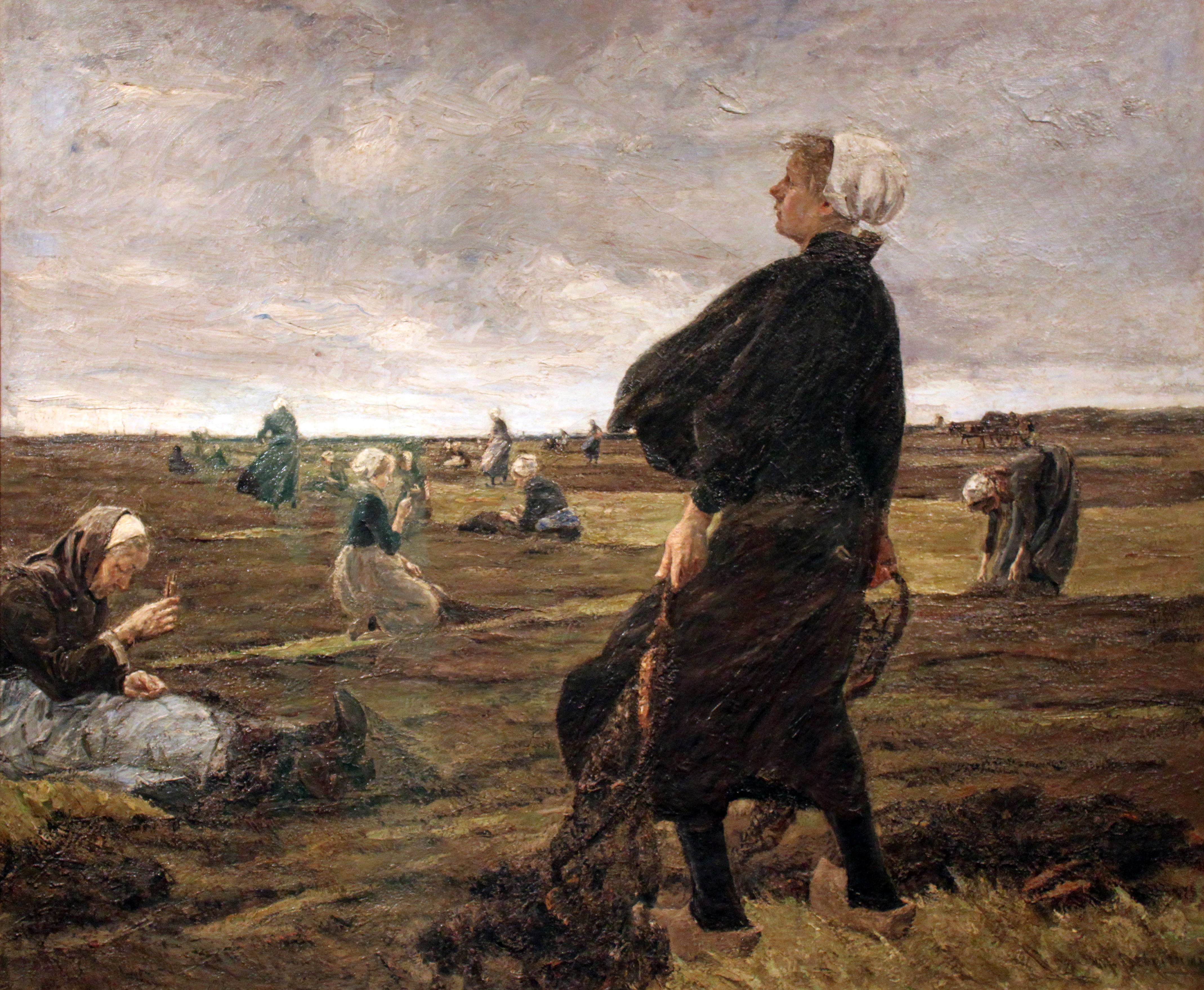
Die Netzflickerinnen, 1888
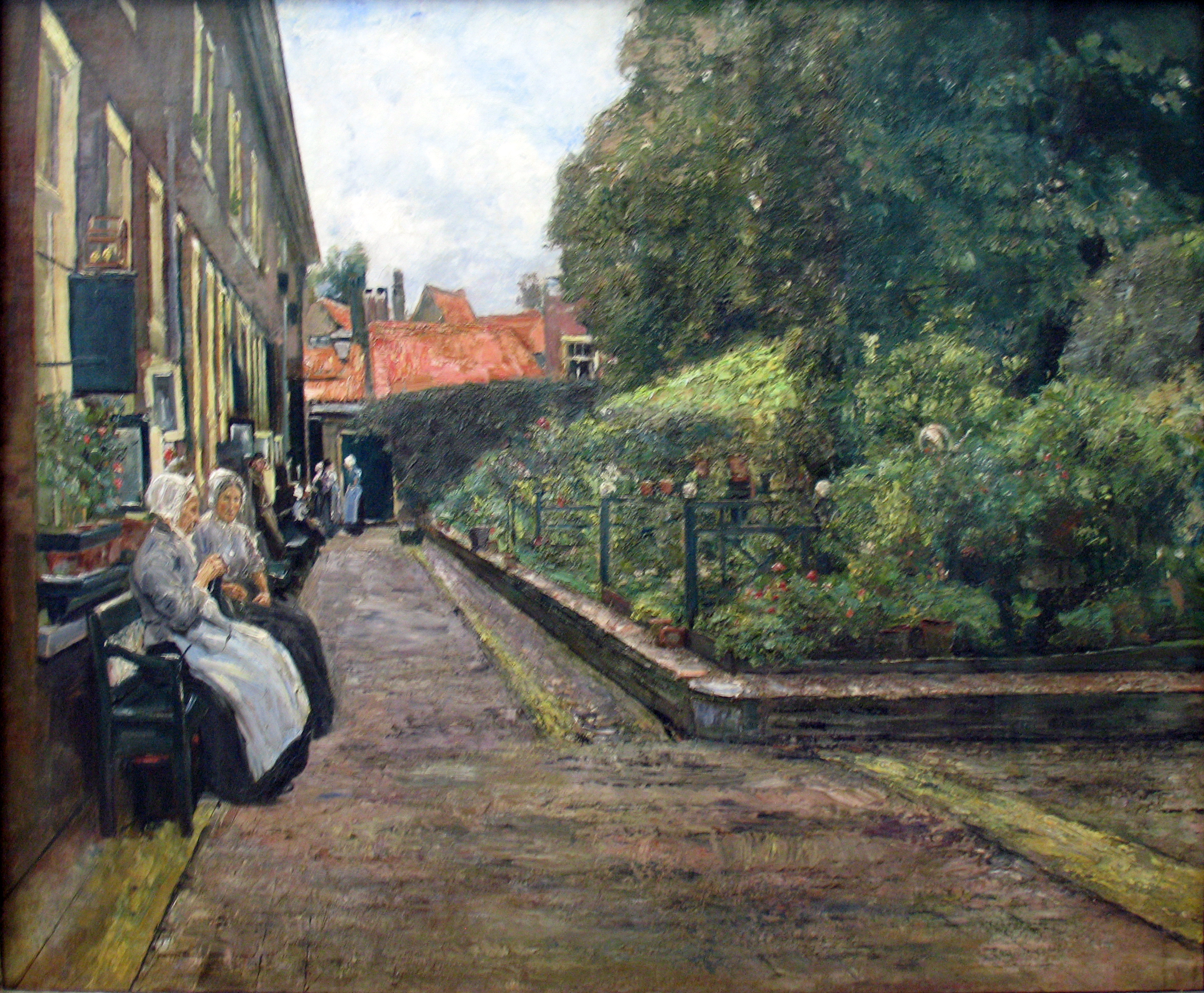
Stevenstift in Leiden, 1889

## Provenienz und Ausstellungen
Das Bild wurde nach der Fertigstellung in seiner ursprünglichen Version 1882 im Salon de Paris gezeigt und dort als Umzeichnung im Katalog dokumentiert. Aufgrund der Publikumskritik wurde es 1883 von Liebermann umgearbeitet.
Die Rasenbleiche befand sich bis 1925 in der Sammlung Eduard Arnhold, der es an seine Erben weitergab. Seit 1954 befindet sich das Bild im Besitz des Wallraf-Richartz-Museums in Köln, seit 2001  & Fondation Corboud, mit der Inventarnummer 2939.

## Belege

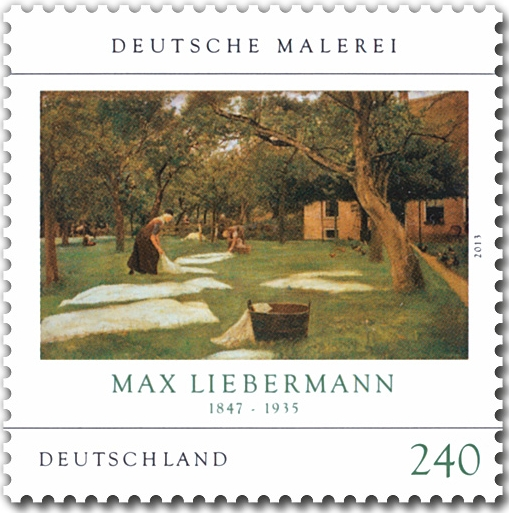
Die Rasenbleiche, Briefmarke der Deutschen Post

1. 1 2 3 4  Die Rasenbleiche. In: Götz Czymmek, Helga Kessler Aurisch (Hrsg.): Liebermann – Corinth – Slevogt. Die Landschaften. Arnoldsche Art Publishers, Stuttgart 2010, ISBN 978-3-89790-322-7, Ausstellungskatalog vom Wallraf-Richartz-Museum & Fondation Corboud, Köln und vom Museum of Fine Arts, Houston; S. 68.
2. 1 2 3  Helga Kessler Aurisch: Impressionismus in Deutschland. In: Götz Czymmek, Helga Kessler Aurisch (Hrsg.): Liebermann – Corinth – Slevogt. Die Landschaften. Arnoldsche Art Publishers, Stuttgart 2010, ISBN 978-3-89790-322-7, Ausstellungskatalog vom Wallraf-Richartz-Museum & Fondation Corboud, Köln und vom Museum of Fine Arts, Houston; S. 14, 15–16.
3. 1 2 3  Angelika Wesenberg: „Zum Sehen geboren, Zum Schauen bestellt.“ Max Liebermanns Landschaften und Gärten In: Götz Czymmek, Helga Kessler Aurisch (Hrsg.): Liebermann – Corinth – Slevogt. Die Landschaften. Arnoldsche Art Publishers, Stuttgart 2010, ISBN 978-3-89790-322-7, Ausstellungskatalog vom Wallraf-Richartz-Museum & Fondation Corboud, Köln und vom Museum of Fine Arts, Houston; S. 52–56.
4. ↑  Robert Fleck: Wegbereiter der Moderne. In: Robert Fleck (Hrsg.): Max Liebermann – Wegbereiter der Moderne. DuMont Buchverlag, Köln 2011, ISBN 978-3-8321-9350-8, Ausstellungskatalog der Kunst- und Ausstellungshalle der Bundesrepublik Deutschland, Bonn, und der Hamburger Kunsthalle; S. 40.
5. 1 2  Die Rasenbleiche in der Datenbank Kulturelles Erbe Köln; abgerufen am 27. Dezember 2021.
6. 1 2  H. Bachem: Max Liebermann – Die Rasenbleiche. Ein Bild erzählt seine Geschichte. Bild der 10. Woche - 10. März bis 16. März 2014 museenkoeln.de; abgerufen am 28. Dezember 2021.
7. 1 2  Kölner Wallraf-Richartz-Museum nimmt "Die Rasenbleiche" unter die Lupe. General-Anzeiger, 6. März 2014; abgerufen am 27. Dezember 2021.
8. 1 2  Max Liebermann: „Die Rasenbleiche“. Wallraf-Richartz-Museum & Fondation Corboud, Köln. Bildanalyse, Deutschland, 2014, 4:38 Min., Buch und Regie: Claudia Kuhland, Produktion: Westdeutscher Rundfunk Köln, Reihe: West ART Meisterwerke, Erstsendung: 12. Mai 2015 bei WDR Fernsehen, Inhaltsangabe und online-Video.
9. ↑  Robert Fleck: Wegbereiter der Moderne. In: Robert Fleck (Hrsg.): Max Liebermann – Wegbereiter der Moderne. DuMont Buchverlag, Köln 2011, ISBN 978-3-8321-9350-8, Ausstellungskatalog der Kunst- und Ausstellungshalle der Bundesrepublik Deutschland, Bonn, und der Hamburger Kunsthalle; S. 117.